# Bábovka

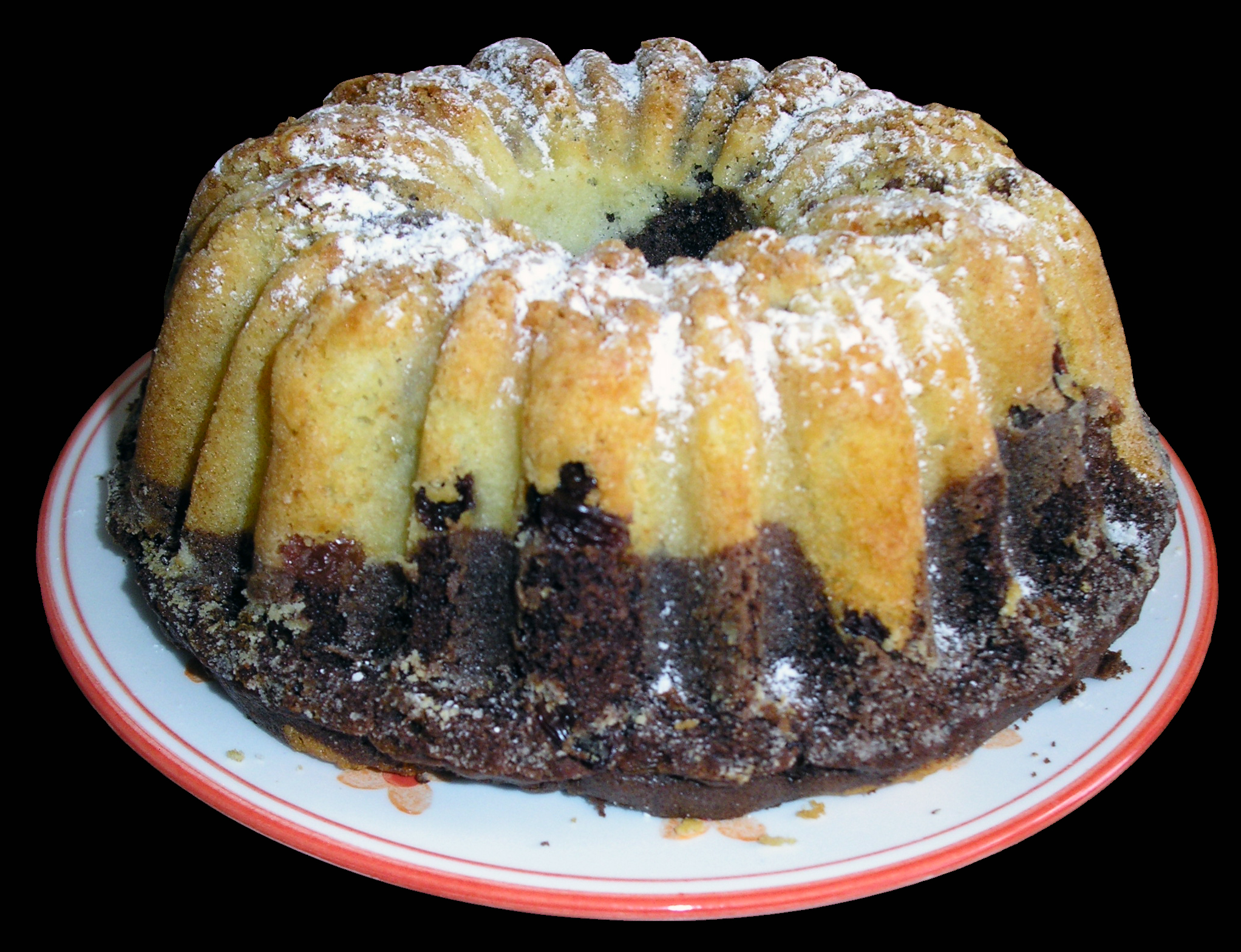
Dvoubarevná, někdy také nazývaná mramorová, bábovka obvyklá v Česku

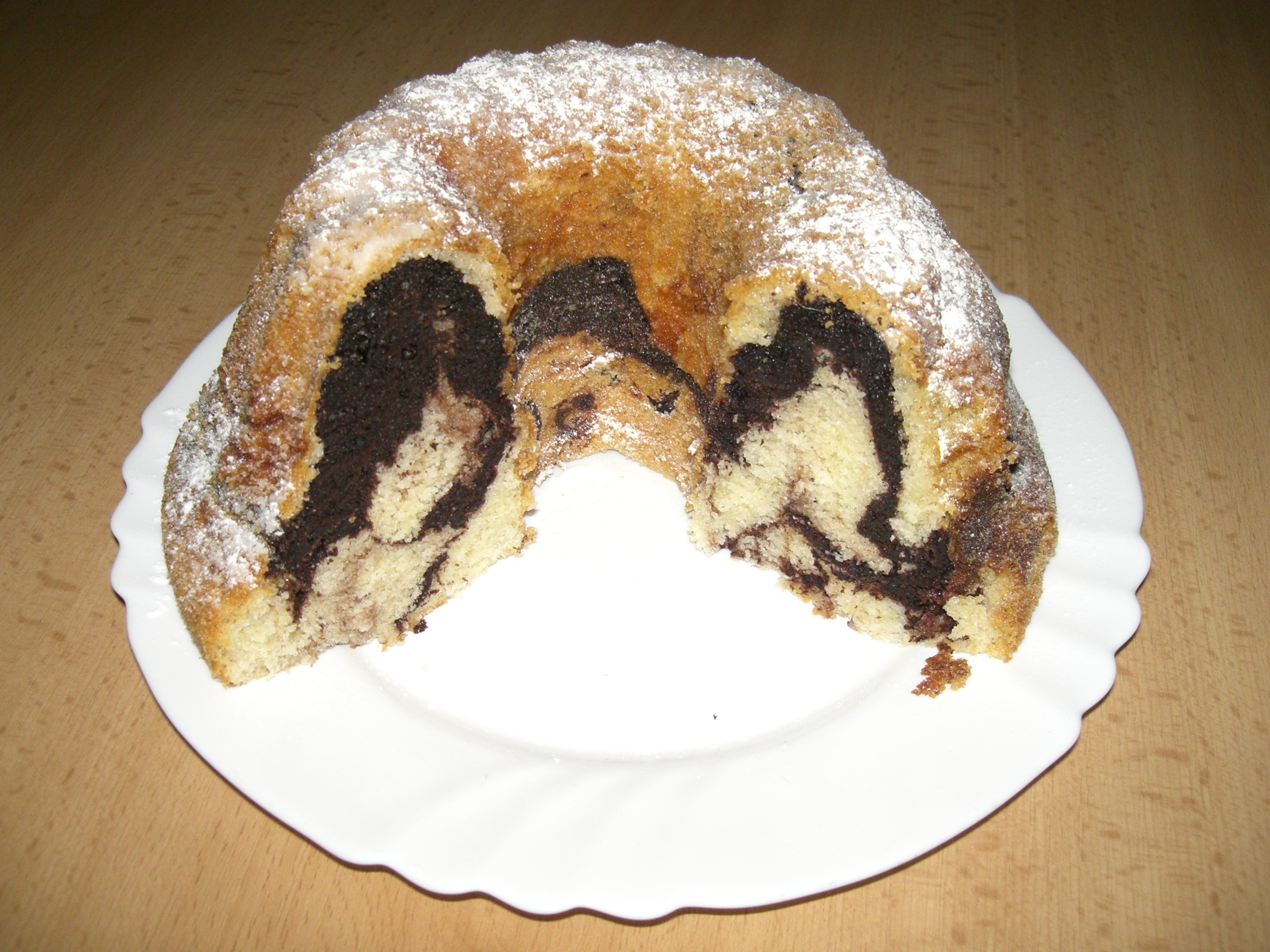
Řez dvoubarevnou bábovkou

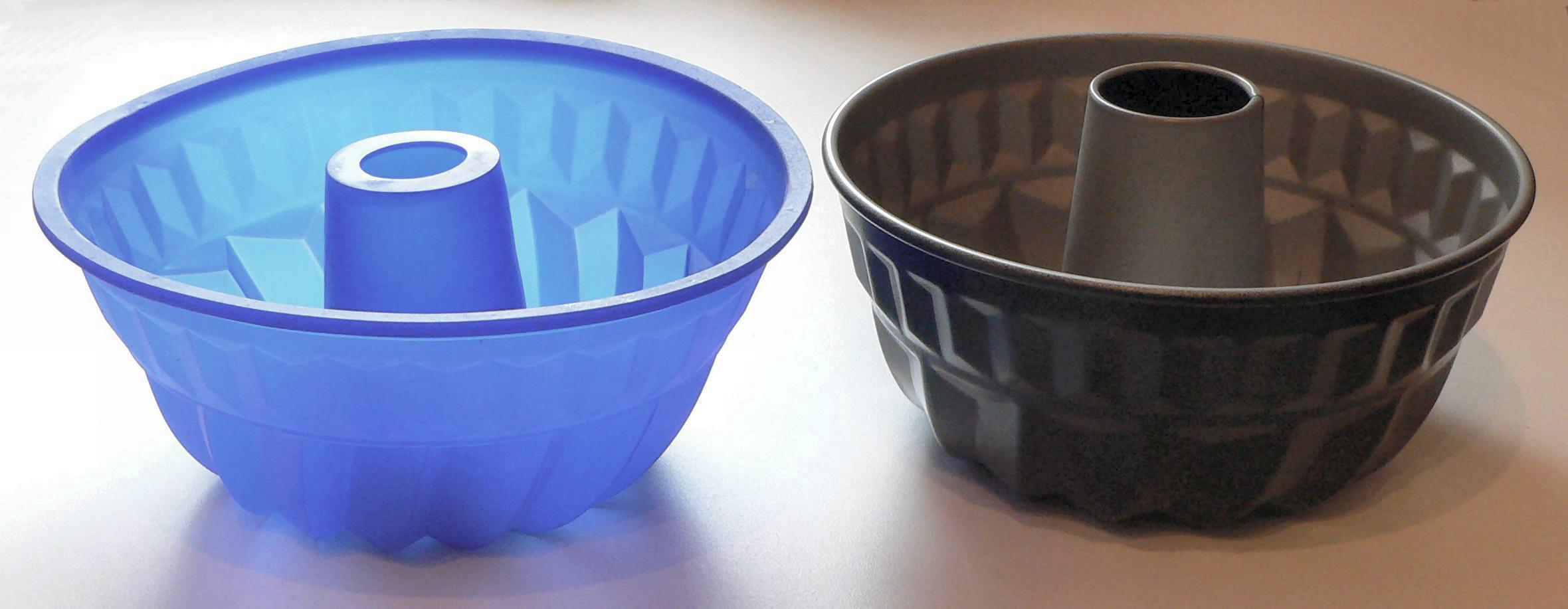
Formy na bábovku

Bábovka je druh sladkého pečiva, které se peče z třeného nebo kynutého těsta. Jedná se o typické pečivo nejen v Česku, ale také v Polsku, Rakousku, na Slovensku a jižních částech Německa (zde známo jako Gugelhupf a obdobně); formou a složením se bábovce podobá i italský panettone a francouzský kouglof.
V Česku se bábovka připravuje nejčastěji dvoubarevná – se světlou a tmavou částí, přičemž tmavá část je tvořena z těsta obvykle barveného kakaem. V některých oblastech se do těsta před pečením přidávají rozinky, kandované ovoce, kokos, drcené vlašské ořechy, kousky čokolády, kousky jablek a nebo i banánů. Bábovka se připravuje ve stejnojmenné speciální formě, která dává pečivu typický tvar s otvorem uprostřed, a dekoruje se posypáním moučkovým cukrem.
V některých případech je možno do bábovky přidat potravinářská barviva, což umožňuje vytvořit různé netradiční barevné variace pečiva.
Jako bábovičky se označují hromádky vlhkého písku vytvářené malými dětmi pomocí stejnojmenných formiček (často podobných zmenšené formě na bábovku) v rámci hry na pískovišti.

## Druhy
Bábovka, sladký pokrm, má několik druhů. Může být bezlepková a z různých druhů mouky. Do těsta se přidává nejrůznější ingredience. Například ovoce, jablka, hrušky, banány či zeleninu jako například mrkev. Pečou se i bábovky tvarohové, jogurtové, či v jiných mléčných alternativách. Pro vegany se připravuje i bábovka bez vajec. Dalším způsobem přípravy je bábovka s kakaem a ořechy pro zvýraznění její chuti.

### Příklady
- obyčejná (tradiční)
- tvarohová
- bez vajec (vegan)
- jablko
- jogurt[3]
- rýžová mouka[4]

## Historie
Původně se pojmenování vyvinulo ze staročeského slova bába. Bábovka také znamenala pekáč, tedy forma na bábu. Původ slova není však zcela jistý, snad pochází polského slova bába, v překladu dětské jídlo.

## Příprava
Třená bábovka se připravuje z těsta, které je vyráběno z mouky, vajíček a mléka. Našleháním bílku se získává základ pro světlou složku bábovky. Tmavá složka se připravuje přidáním kakaa. Jiná varianta bábovky se připravuje z oleje a vody namísto mléka.
Těsto na kynutou bábovku se připravuje z mouky, vajíček, mléka a navíc másla a droždí.